# Ceroplesis aethiops
Ceroplesis aethiops là một loài bọ cánh cứng trong họ Cerambycidae.